# Пруст, Жан-Поль
Жан-Поль Пруст (фр. Jean-Paul Proust (3 марта 1940, Васс, Сарта, Франция — 8 апреля 2010, Марсель, Франция) — франко-монегасский политический деятель, государственный министр (глава правительства) Монако (2005—2010).

## Биография
Как все его предшественники на посту государственного министра, не является гражданином Монако. Вырос и жил во Франции.
Окончил парижский Институт политических исследований. В 1966 г. Национальную Школу Управления (ENA).
В 1966—1967 гг. — гражданский администратор в Министерстве внутренних дел Франции.
В 1967—1972 гг. — супрефект, а также директора Кабинета префекта департамента Валь-д’Уаз.
В 1972—1974 гг. — директор Канцелярии Генерального директора по вопросам местного самоуправления, Министерства внутренних дел на Маврикии.
В 1974—1975 гг. — генеральный секретарь администрации на Реюньоне.
В 1975—1976 гг. — вновь директор Канцелярии Генерального директора по вопросам местного самоуправления, Министерства внутренних дел на Маврикии.
В 1977—1982 гг. — супрефекто региона Лорьян.
В 1982—1985 гг. — директор Департамента рыболовства в министерстве по морским делам.
В 1985—1986 гг. — префект, директор кабинета префекта Иль де Франс.
В 1986—1987 гг. — префект, директор по делам гражданской обороны Министерства внутренних дел Франции.
В 1987—1989 гг. — префект департамента Изер.
В 1989—1991 гг. — префект Гваделупы. На этом посту занимался ликвидацией последствий разрушительного урагана Хьюго.
В 1991—1992 гг. — префект региона Лимузен.
В 1992—1997 гг. — префект региона Верхняя Нормандия и входящего в него департамента Сена Приморская.
В 1997—1999 гг. — префект региона Прованс — Альпы — Лазурный берег и входящего в него департамента Буш-дю-Рон.
В 1999—2000 гг. — директор канцелярии Министра внутренних дел Франции Жан-Пьера Шевенмана.
В 2001—2004 гг. — префект парижской полиции.
В 2004—2005 гг. — государственный советник, советник министра внутренних дел.
В 2005—2010 гг. — Государственный министр Монако.

## Награды
- Командор ордена Почётного легиона (31 декабря 2002 года)[2]
- Офицер ордена Почётного легиона (11 июля 1997 года)[3]
- Кавалер ордена Почётного легиона (13 июня 1989 года)
- Орден «Мадарский всадник» I степени с мечами (9 января 1995 года, Болгария)[4]